# فيل نورتن
فيل نورتن (بالإنجليزية: Phil Norton)‏ هو لاعب كرة قاعدة أمريكي، ولد في 1 فبراير 1976 في تيكساركانا في الولايات المتحدة.

## وصلات خارجية
- فيل نورتن على موقعبيزبول رفرنس.كوم (الدوري الرئيسي) (الإنجليزية)
- فيل نورتن على موقعبيزبول رفرنس.كوم (الدوري الثانوي) (الإنجليزية)